# Ebo meridionalis
Ebo meridionalis är en spindelart som beskrevs av Cândido Firmino de Mello-Leitão 1942. Ebo meridionalis ingår i släktet Ebo och familjen snabblöparspindlar. Inga underarter finns listade i Catalogue of Life.